# Danh sách cầu thủ tham dự giải vô địch bóng đá U-18 châu Âu 1978
Các cầu thủ in đậm từng thi đấu cho đội tuyển quốc gia.

## Bảng A

### Tây Đức
Huấn luyện viên:

### Ý
Huấn luyện viên:

### Bồ Đào Nha
Huấn luyện viên: Peres Bandeira

| Số | VT | Cầu thủ              | Ngày sinh (tuổi)            | Trận | Bàn | Câu lạc bộ |
| -- | -- | -------------------- | --------------------------- | ---- | --- | ---------- |
|    | TM | Zé Beto              | 21 tháng 2, 1960 (18 tuổi)  |      |     | FC Porto   |
|    | TM | Fernando Justino     | 14 tháng 10, 1960 (17 tuổi) |      |     | Sporting   |
|    | HV | Teixeiriinha         | 2 tháng 8, 1960 (17 tuổi)   |      |     | Benfica    |
|    | HV | Carlos Parente       | 8 tháng 4, 1961 (17 tuổi)   |      |     | Benfica    |
|    | HV | Joaquim Simões       | 1 tháng 11, 1959 (18 tuổi)  |      |     | Benfica    |
|    | HV | Alberto Bastos Lopes | 22 tháng 10, 1959 (18 tuổi) |      |     | Benfica    |
|    | HV | Santana              | 21 tháng 3, 1960 (18 tuổi)  |      |     | Benfica    |
|    | TV | Diamantino Miranda   | 3 tháng 8, 1959 (18 tuổi)   |      |     | Benfica    |
|    | TV | Quinito              | 8 tháng 9, 1961 (16 tuổi)   |      |     | FC Porto   |
|    | TV | Tomás Fernandes      | 14 tháng 1, 1960 (18 tuổi)  |      |     | Sporting   |
|    | TV | Nogueira             | 13 tháng 1, 1960 (18 tuổi)  |      |     | FC Porto   |
|    | TV | Almeidinha           | 21 tháng 1, 1960 (18 tuổi)  |      |     | Boavista   |
|    | TV | Artur                | 8 tháng 8, 1959 (18 tuổi)   |      |     | Sporting   |
|    | TĐ | João Grilo           | 1 tháng 8, 1959 (18 tuổi)   |      |     | Sporting   |
|    | TĐ | Manuel Galhofas      | 26 tháng 6, 1960 (17 tuổi)  |      |     | Benfica    |
|    | TĐ | João dos Santos      | 18 tháng 10, 1959 (18 tuổi) |      |     | Benfica    |

### Scotland
Huấn luyện viên:

## Bảng B

### Hy Lạp
Huấn luyện viên:

### Hà Lan
Huấn luyện viên:

### Na Uy
Huấn luyện viên:

### Liên Xô
Huấn luyện viên: 

| Số | VT | Cầu thủ            | Ngày sinh (tuổi)            | Trận | Bàn | Câu lạc bộ           |
| -- | -- | ------------------ | --------------------------- | ---- | --- | -------------------- |
|    | TM | Viktor Chanov      | 21 tháng 7, 1959 (18 tuổi)  |      |     | Shakhtyor Donetsk    |
|    | HV | Viktor Yanushevsky | 23 tháng 1, 1960 (18 tuổi)  |      |     | Dinamo Minsk         |
|    | HV | Aleksandr Golovnya | 20 tháng 11, 1959 (18 tuổi) |      |     | Gomselmash Gomel     |
|    | HV | Ashot Khachatryan  | 3 tháng 8, 1959 (18 tuổi)   |      |     | Ararat Erevan        |
|    | HV | Sergey Ovchinnikov | 25 tháng 10, 1960 (17 tuổi) |      |     | SKA Kiev             |
|    | HV | Gennady Salov      | 2 tháng 2, 1960 (18 tuổi)   |      |     | Torpedo Moscow       |
|    | TV | Igor Ponomaryov    | 24 tháng 2, 1960 (18 tuổi)  |      |     | Neftchi Baku         |
|    | TV | Yaroslav Dumansky  | 4 tháng 8, 1959 (18 tuổi)   |      |     | Karpaty Lvov         |
|    | TV | Mikhail Olefirenko | 6 tháng 6, 1960 (17 tuổi)   |      |     | Dinamo Kiev          |
|    | TV | Valery Zubenko     | 27 tháng 8, 1959 (18 tuổi)  |      |     | Zorya Voroshilovgrad |
|    | TĐ | Oleg Taran         | 11 tháng 1, 1960 (18 tuổi)  |      |     | Dinamo Kiev          |
|    | TĐ | Igor Gurinovich    | 5 tháng 3, 1960 (18 tuổi)   |      |     | Dinamo Minsk         |
|    | TĐ | Sergey Stukashov   | 12 tháng 11, 1959 (18 tuổi) |      |     | Kairat Alma-Ata      |

## Bảng C

### Bỉ
Huấn luyện viên:

### Hungary
Huấn luyện viên:

### Iceland
Huấn luyện viên:

### Nam Tư
Huấn luyện viên:

| Số | VT | Cầu thủ             | Ngày sinh (tuổi)            | Trận | Bàn | Câu lạc bộ           |
| -- | -- | ------------------- | --------------------------- | ---- | --- | -------------------- |
|    | TM | Tomislav Ivković    | 11 tháng 8, 1960 (17 tuổi)  |      |     | Dinamo Zagreb        |
|    | TM | Igor Mrkun          |                             |      |     | Olimpija Ljubljana   |
|    | HV | Robert Juričko      | 27 tháng 8, 1959 (18 tuổi)  |      |     | Hajduk Split         |
|    | HV | Ante Rumora         | 4 tháng 6, 1960 (17 tuổi)   |      |     | NK Zagreb            |
|    | HV | Marko Elsner        | 11 tháng 4, 1960 (18 tuổi)  |      |     | Olimpija Ljubljana   |
|    | HV | Mirza Kapetanović   | 30 tháng 6, 1960 (17 tuổi)  |      |     | FK Sarajevo          |
|    | HV | Predrag Milovanović |                             |      |     |                      |
|    | TV | Nikola Duvnjak      |                             |      |     |                      |
|    | TV | Milan Ičin          | 8 tháng 8, 1960 (17 tuổi)   |      |     | RFK Novi Sad         |
|    | TV | Milan Janković      | 31 tháng 12, 1959 (18 tuổi) |      |     | NK Maribor           |
|    | TV | Mehmed Baždarević   | 28 tháng 9, 1960 (17 tuổi)  |      |     | Željezničar Sarajevo |
|    | TV | Ivan Gudelj         | 21 tháng 9, 1960 (17 tuổi)  |      |     | Hajduk Split         |
|    | TV | Marko Mlinarić      | 1 tháng 9, 1960 (17 tuổi)   |      |     | Dinamo Zagreb        |
|    | TĐ | Haris Smajić        | 8 tháng 3, 1960 (18 tuổi)   |      |     | FK Sarajevo          |
|    | TĐ | Željko Stanić       |                             |      |     | Proleter Zrenjanin   |

## Bảng D

### Anh
Huấn luyện viên:

### Ba Lan
Huấn luyện viên:  Edmund Zientara

| Số | VT | Cầu thủ             | Ngày sinh (tuổi)            | Trận | Bàn | Câu lạc bộ         |
| -- | -- | ------------------- | --------------------------- | ---- | --- | ------------------ |
|    | TM | Jacek Kazimierski   | 17 tháng 8, 1959 (18 tuổi)  |      |     | Legia Warszawa     |
|    | TM | Janusz Stawarz      | 1 tháng 12, 1959 (18 tuổi)  |      |     | Stal Mielec        |
|    | HV | Krzysztof Jarosz    | 19 tháng 8, 1959 (18 tuổi)  |      |     | Śląsk Wrocław      |
|    | HV | Antoni Kot          | 10 tháng 8, 1960 (17 tuổi)  |      |     | Hutnik Kraków      |
|    | HV | Marek Glanowski     | 1 tháng 1, 1960 (18 tuổi)   |      |     | Hutnik Kraków      |
|    | HV | Bogusław Skiba      | 16 tháng 11, 1960 (17 tuổi) |      |     | Stal Rzeszów       |
|    | HV | Marek Chojnacki     | 6 tháng 12, 1959 (18 tuổi)  |      |     | ŁKS Łódź           |
|    | HV | Ryszard Szewczyk    | 3 tháng 4, 1960 (18 tuổi)   |      |     | Arka Gdynia        |
|    | TV | Kazimierz Buda      | 3 tháng 5, 1960 (18 tuổi)   |      |     | Stal Mielec        |
|    | TV | Andrzej Buncol      | 21 tháng 9, 1959 (18 tuổi)  |      |     | Piast Gliwice      |
|    | TV | Jan Janiec          | 31 tháng 8, 1959 (18 tuổi)  |      |     | Zagłębie Wałbrzych |
|    | TV | Krzysztof Kajrys    | 20 tháng 9, 1959 (18 tuổi)  |      |     | Ruch Chorzów       |
|    | TV | Zbigniew Kruszyński | 14 tháng 10, 1959 (18 tuổi) |      |     | Lechia Gdańsk      |
|    | TĐ | Krzysztof Baran     | 26 tháng 7, 1960 (17 tuổi)  |      |     | Gwardia Warszawa   |
|    | TĐ | Joachim Hutka       | 22 tháng 3, 1960 (18 tuổi)  |      |     | Górnik Zabrze      |
|    | TĐ | Andrzej Iwan        | 10 tháng 11, 1959 (18 tuổi) |      |     | Wisła Kraków       |

### Tây Ban Nha
Huấn luyện viên:

| Số | VT | Cầu thủ             | Ngày sinh (tuổi)            | Trận | Bàn | Câu lạc bộ     |
| -- | -- | ------------------- | --------------------------- | ---- | --- | -------------- |
|    | TM | Agustín Rodríguez   | 10 tháng 9, 1959 (18 tuổi)  |      |     | Castilla       |
|    | HV | Arseni Comas        | 28 tháng 6, 1961 (16 tuổi)  |      |     | Girona         |
|    | HV | Manolo Martínez     | 29 tháng 10, 1960 (18 tuổi) |      |     | Barcelona B    |
|    | HV | Francis García      | 9 tháng 2, 1960 (18 tuổi)   |      |     | Granada        |
|    | HV | Miguel Tendillo     | 1 tháng 2, 1961 (17 tuổi)   |      |     | Mestalla       |
|    | TV | Marcelino           | 10 tháng 4, 1960 (18 tuổi)  |      |     | Barcelona B    |
|    | TV | Javier Zubillaga    | 12 tháng 8, 1959 (18 tuổi)  |      |     | Real Sociedad  |
|    | TV | Manuel Zúñiga       | 19 tháng 7, 1960 (17 tuổi)  |      |     | Calvo Sotelo   |
|    | TV | Biri                | 14 tháng 9, 1959 (18 tuổi)  |      |     | Algeciras      |
|    | TĐ | Luis Enrique Marián | 19 tháng 12, 1959 (18 tuổi) |      |     | Rayo Vallecano |
|    | TĐ | Modesto Pérez       | 7 tháng 11, 1959 (18 tuổi)  |      |     | Getafe         |

### Thổ Nhĩ Kỳ
Huấn luyện viên: